# 牧羊湖街道
牧羊湖街道是中华人民共和国湖北省黃石市西塞山区下辖的一个街道办事处。

## 行政区划
牧羊湖街道下辖以下村级行政区划单位：
胡家湾社区、石料山社区、牧羊湖社区、花园路社区和八卦嘴社区。